# Estação Serrano
Serrano é uma estação da Linha 4 do Metro de Madrid.

## História

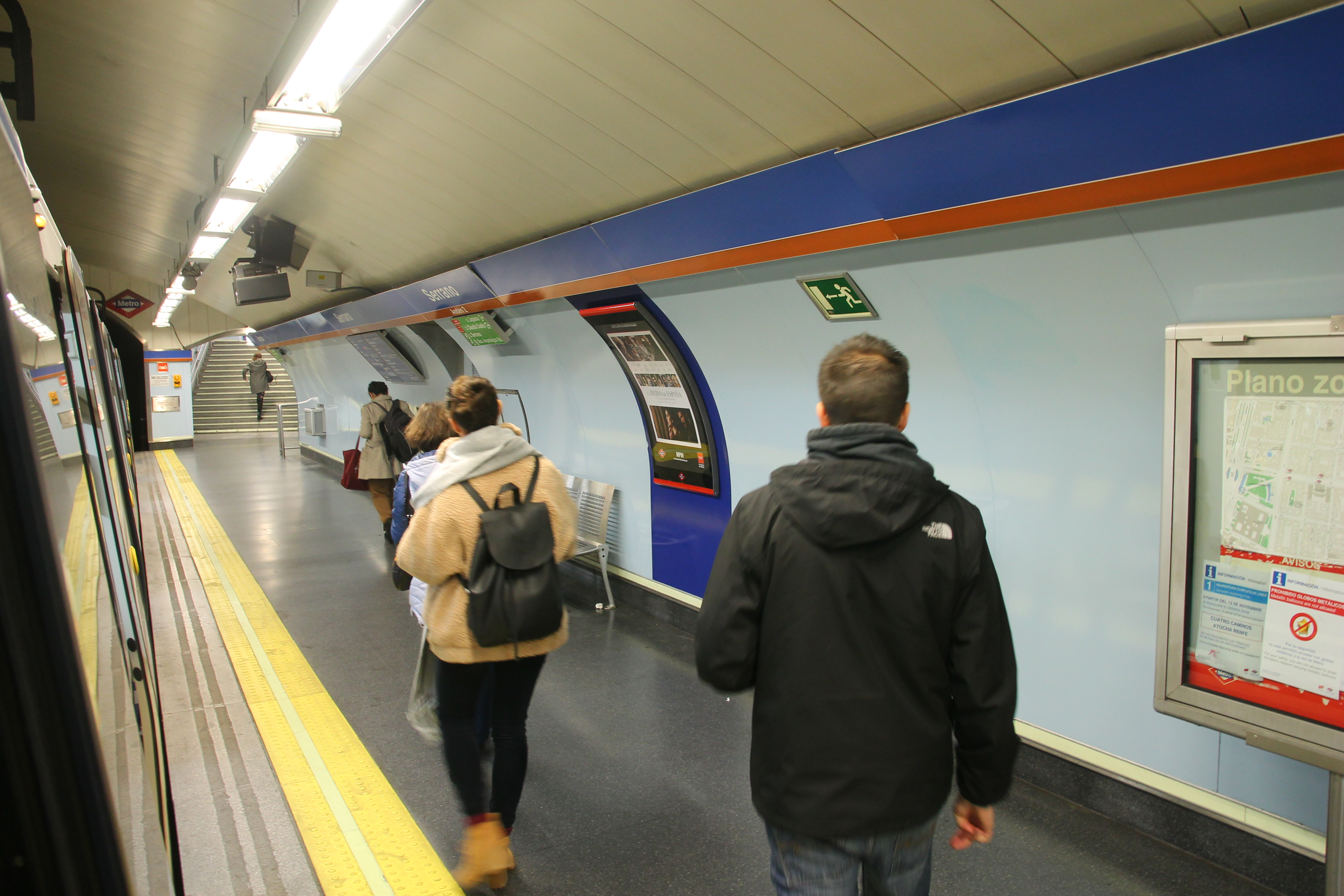
Plataforma de embarque

A estação entrou em operação em 23 de março de 1944.